# Luxembourg Song Contest 2025
La seconda edizione del Luxembourg Song Contest si è svolta il 25 gennaio 2025 presso il Rockhal di Esch-sur-Alzette e ha selezionato il rappresentante del Lussemburgo all'Eurovision Song Contest 2025 a Basilea, in Svizzera.
La vincitrice è stata vinta da Laura Thorn con La poupée monte le son.

## Organizzazione
Il 12 maggio 2024, l'emittente Radio Télévision Luxembourg (RTL) ha confermato la partecipazione del Lussemburgo all'Eurovision Song Contest 2025.
Il successivo 1º luglio RTL ha annunciato l'organizzazione della seconda edizione del Luxembourg Song Contest per selezionare il proprio rappresentante; a partire dal giorno stesso l'emittente ha inoltre dato la possibilità agli aspiranti partecipanti di inviare i propri brani entro il 6 ottobre 2024, con la condizione che gli artisti partecipanti fossero cittadini o residenti permanenti in Lussemburgo, oltre a possedere un forte legame culturale con la scena musicale nazionale.
A differenza dell'edizione precedente, ove non c'era l'obbligo di presentare un brano originale per il concorso durante la fase di casting, agli aspiranti canditati è stata richiesta la presentazione di almeno una canzone e fino a un massimo di cinque.
L'evento si è svolto in un'unica serata presso la Rockhal di Esch-sur-Alzette, e ha visto 7 artisti sfidarsi per la possibilità di rappresentare il Granducato all'Eurovision Song Contest. Diversamente dall'edizione precedente, il risultato è stato determinato in un'unica fase, ove una combinazione di 8 giurie internazionali da 5 membri ciascuna e il voto del pubblico, che ha potuto esprimere la propria preferenza attraverso una piattaforma online apposita, ha decretato il vincitore del contest.

## Partecipanti
L'emittente RTL, con l'ausilio di una giuria tecnica internazionale composta da Poli Genova, Niamh Kavanagh, Marie Myriam, Eldar Qasımov e Diogo Fernandes, ha selezionato i 7 partecipanti fra i 53 artisti chiamati a prendere parte alle audizioni dal vivo svoltasi dall'8 al 10 novembre 2024, i quali sono stati resi noti il successivo 18 novembre. Tutti i brani sono stati pubblicati il 19 dicembre 2024.
| Artista           | Titolo                 | Lingua   | Compositori |
| ----------------- | ---------------------- | -------- | --- |
| Laura Thorn       | La poupée monte le son | Francese | Julien Salvia, Ludovic-Alexandre Vidal                                                                                 |
| Luzac             | Je danse               | Francese | Linda Dale, Alireza Baghdadchi, Edson Pires Domingos, Lucas Zagdoudi                                                   |
| Mäna              | Human Eyes             | Inglese  | Mattias Skantze, Robin Larsson                                                                                         |
| One Last Time     | Gambler's Song         | Inglese  | Andrea Galleti, Jonathan Fersino, Albin Håkan Fredy Ljungqvist                                                         |
| Rafa Ela          | No Thank You           | Inglese  | Christoffer Jonsson, Johan Jämtberg, Rafaela Teixeira Fernandes                                                        |
| Rhythmic Soulwave | Stronger               | Inglese  | Carmen Carbonell Suarez, Naomi Ayé Vajdovics Suarez                                                                    |
| Zero Point Five   | Ride                   | Inglese  | Federico Menichetti, Gilles Saracini, Chris Reitz, Nathalie Haas, Sander Janssen, Dan Thiltges, Jonas Holteberg Jensen |

## Finale
La finale si è tenuta il 25 gennaio 2025 presso la Rockhal di Esch-sur-Alzette. L'ordine d'uscita è stato reso noto poco prima dell'inizio della competizione.
La serata è stata aperta da un'esibizione dei partecipanti in gara sulle note di Fighter, brano vincitore dell'edizione precedente, seguiti da Conchita Wurst, vincitrice dell'Eurovision Song Contest 2014, che ha cantato Rise like a Phoenix. Nel corso della serata si sono esibiti anche Marie Myriam, vincitrice dell'Eurovision Song Contest 1977, che ha cantato L'oiseau et l'enfant, il disk jockey Nosi che ha presentato una versione remix di Poupée de cire, poupée de son, brano vincitore dell'Eurovision Song Contest 1965 ed, infine, Tali, vincitrice dell'edizione precedente, con il brano Dear Parents.
A vincere il voto della giuria internazionale e il televoto sono stati rispettivamente Laura Thorn e i Zero Point Five; una volta sommati i punteggi, Laura Thorn è stata proclamata vincitrice avendo ottenuto più punti dal televoto, contro quelli dei Zero Point Five ricevuti dalla giuria internazionale.
| # | Artista           | Titolo                 | Punteggio | Punteggio | Punteggio | Posizione |
| # | Artista           | Titolo                 | Giuria    | Televoto  | Totale    | Posizione |
| - | ----------------- | ---------------------- | --------- | --------- | --------- | --------- |
| 1 | Rafa Ela          | No Thank You           | 36        | 17        | 53        | 7         |
| 2 | Rhythmic Soulwave | Stronger               | 52        | 29        | 81        | 4         |
| 3 | Luzac             | Je danse               | 62        | 31        | 93        | 3         |
| 4 | One Last Time     | Gambler's Song         | 40        | 39        | 79        | 5         |
| 5 | Mäna              | Human Eyes             | 36        | 20        | 56        | 6         |
| 6 | Laura Thorn       | La poupée monte le son | 94        | 90        | 189       | 1         |
| 7 | Zero Point Five   | Ride                   | 16        | 110       | 126       | 2         |

| Brano                  | NLD | POL | IRL | MLT | FIN | ESP | EST | CHE | Totale |
| ---------------------- | --- | --- | --- | --- | --- | --- | --- | --- | ------ |
| No Thank You           | 6   | 6   | 6   | 2   | 2   | 4   | 8   | 2   | 36     |
| Stronger               | 2   | 4   | 8   | 8   | 10  | 6   | 6   | 8   | 52     |
| Je danse               |     | 8   | 10  | 10  | 6   | 10  | 12  | 6   | 62     |
| Gambler's Song         | 8   | 2   | 2   | 6   | 4   | 8   | 6   | 4   | 40     |
| Human Eyes             | 4   | 10  | 4   |     | 8   | 2   |     | 8   | 36     |
| La poupée monte le son | 12  | 12  | 12  | 12  | 12  | 12  | 10  | 12  | 94     |
| Ride                   | 10  |     |     | 4   |     |     | 2   |     | 16     |